# 江原町 (中野區)
江原町（日语：／ Eharachō */?）是東京都中野區的町名。現行行政地名為江原町一丁目至江原町三丁目。2013年10月1日為止的人口有8,819人。郵遞區號165-0023。

## 地理
位於中野區東北。東鄰新宿區西落合、豐島區南長崎。北接練馬區旭丘與豐玉北。西與中野區江古田之間以江古田川為界。南接中野區江古田。江原町一丁目、二丁目與三丁目之間以目白通為界。町內主要為住宅區。
與練馬區交界的目白通有都營地下鐵大江戶線新江古田站。道路沿線巴士便利。町內的巴士站有都營巴士與關東巴士的「江原町中野通」、「江原町一丁目」兩站。

## 歷史
江原町是1963年10月1日實施住居表示時所成立。在此之前，町域大半屬舊江古田二丁目。

### 地名由來
借自江原小學校，而「江原」則引自古代地名「江古田原」。

## 交通
中野站步行約30分。町內有往中野站的巴士。

### 鐵道
- 都營地下鐵大江戶線新江古田站

### 巴士
- 都營巴士
- 關東巴士

### 道路
- 東京都道8號千代田練馬田無線（目白通）

## 設施
- 中野區立江原小學校
- 江原幼稚園
- 東京孩子圖書館（東京子ども図書館）
- 須賀稻荷神社
- Credit Saison（クレディセゾン）「Ubiquitous」（ユビキタス）大樓
- 江原屋敷森綠地

## 備註
1. ↑  .   [2013-10-07]. （原始内容存档于2015-06-10）.

## 外部連結
- 中野區官方網站 （页面存档备份，存于）